# Fête des voisins
Cet article concerne la manifestation annuelle. Pour le film, voir La Fête des voisins.
La Fête des voisins, également nommée « Immeubles en fête », est une fête à l'origine française, créée en 1999, qui se donne pour but de permettre à des voisins de se rencontrer de façon conviviale, afin de rompre l'isolement qui, selon ses organisateurs, gagne de plus en plus les villes, et de tenter de créer un sentiment d'appartenance au quartier.

## Historique
Depuis 1991 à Toulouse, le « Carrefour culturel Arnaud Bernard » organise des repas de quartier, c'est-à-dire des moments de convivialité entre voisins dans la rue. L'initiative toulousaine s'est exportée durant les années 1990 dans différents endroits comme certains quartiers de Marseille.
La « Fête des voisins » est née officiellement de l'initiative d'Atanase Périfan, qui a lancé l'idée en 1999 au 17 rue Vernier dans le 17e arrondissement de Paris, avec l'association Paris d'Amis qu'il avait créée quelques années plus tôt.
Avant 1999, dans de multiples communes belges des initiatives similaires avaient lieu sous le nom de Barbecue de quartier, Fête de rue, Dîner des voisins.
Dès 2000, l'Association des maires de France, puis les bailleurs sociaux (organismes HLM), ont appuyé cette initiative qui s'est ensuite développée dans toute la France. De 2000 à 2009, elle a lieu le dernier mardi du mois de mai de chaque année. À partir de 2010, cette fête est organisée le dernier vendredi du mois de mai ou le premier vendredi du mois de juin.
En 2008, après la création de Voisins solidaires à la fin de l'année 2007, la Fête des Voisins devient une action du programme de l'association.
Quelques commanditaires commerciaux coopèrent également à l'organisation de cette fête.
En 2019, la vingtième édition de la Fête des voisins aurait rassemblé 30 millions de personnes dans 50 pays.

### Par année
| Année | Date                                    | Nombre de participants                    | Ampleur                                      |
| ----- | --------------------------------------- | ----------------------------------------- | -------------------------------------------- |
| 1999  | 1er juin                                | 10 000                                    | 800 immeubles du 17e arrondissement de Paris |
| 2000  | 23 mai                                  | 500 000                                   | 30 municipalités                             |
| 2001  | 29 mai                                  | 1 million                                 | 70 municipalités                             |
| 2002  | 28 mai                                  | 1,8 million                               | 126 municipalités                            |
| 2003  | 27 mai                                  | 2,4 millions                              | 175 municipalités                            |
| 2004  | 25 mai                                  | 2,9 millions                              | 230 municipalités                            |
| 2005  | 31 mai                                  | 3,5 millions                              | 348 municipalités                            |
| 2006  | 30 mai                                  | 4,5 millions                              | 580 municipalités                            |
| 2007  | 29 mai                                  | 5 millions                                | 560 municipalités                            |
| 2008  | 27 mai                                  | 6 millions en France                      | 602 municipalités                            |
| 2009  | 26 mai                                  | 8,5 millions, dont 6,5 millions en France | 1 000 municipalités                          |
| 2010  | 28 mai                                  | 9,5 millions                              | 1 200 municipalités                          |
| 2011  | 27 mai                                  | 12 millions, dont 6,7 millions en France  | 1 400 municipalités                          |
| 2012  | 01 juin                                 | 15,5 millions, dont 7 millions en France  | 1 400 municipalités                          |
| 2013  | 31 mai                                  | 20 millions, dont 7,5 millions en France  | 1 100 municipalités                          |
| 2014  | 23 mai                                  | 25 millions, dont 7,8 millions en France  | 1 050 municipalités                          |
| 2015  | 29 mai                                  | 30 millions, dont 8 millions en France    |                                              |
| 2016  | 27 mai                                  | 25 millions, dont 8,5 millions en France  | 1 180 municipalités                          |
| 2017  | 19 mai                                  | 25 millions, dont 8 millions en France    | 1 020 municipalités                          |
| 2018  | 25 mai,                                 | 25 millions, dont 8 millions en France    | 1 180 municipalités                          |
| 2019  | 24 mai                                  | 25 millions, dont 8 millions en France    | 1 100 municipalités                          |
| 2020  | Annulée en raison de la crise sanitaire |                                           |                                              |
| 2021  | 24 septembre                            | 15 millions, dont 6 millions en France    | 1 200 municipalités                          |
| 2022  | 20 mai                                  | 12 millions, dont 5,5 millions en France  | 1 000 municipalités                          |
| 2023  | 02 juin                                 | 13 millions, dont 5 millions en France    | 950 municipalités                            |
| 2024  | 31 mai                                  | 14 millions, dont 5,5 millions en France  | 1 030 municipalités                          |
| 2025  | 23 mai                                  | 19 millions, dont 6,5 millions en France  | 1 100 municipalités                          |

## Journée européenne des voisins
Cet événement a maintenant dépassé les frontières de son pays d'origine, d'abord avec l'extension de la fête à la Belgique et 10 villes européennes pour l'édition 2003, puis avec l'organisation à partir de 2004 de la Journée européenne des voisins (European neighbours' day), qui se déroule dans plus de 150 villes d'Europe, et même au-delà avec le Canada, la Turquie et l'Azerbaïdjan. En tout, 36 pays dans le monde y participent.
En Suisse, elle est organisée depuis 2004 à Genève, dès 2011 à Neuchâtel, dès 2013 à Fribourg et dès 2022 à Delémont.
Depuis 2009, elle est soutenue par le Parlement européen qui accorde, chaque année, son patronage à la manifestation.

## Analyse sociologique
D'un point de vue sociologique, la Fête des voisins peut être comprise comme une "tradition inventée", exprimant un souhait d’une partie de la population de renouveler un ancrage local, qui coexisterait avec d'autres formes d'engagement et d'appartenance. S'il permet de créer des liens, l'événement peut aussi donner lieu à des formes d’appropriation par les habitants se sentant le plus légitimes, ce qui peut parfois se faire au détriment d’autres habitants. La Fête des voisins met également en avant une certaine figure du voisin et certaines caractéristiques comme la sociabilité, la disponibilité ou l’ouverture. L’absence de ces caractéristiques peut amener certains résidents à être considéré comme distants, voire comme nuisant au développement des liens de voisinage.
Dans les quartiers populaires, la Fête des voisins vise parfois à revaloriser l'image d'un quartier, voire à apaiser les relations de voisinage dans des contextes de mixité sociale. Plus généralement, la Fête des voisins est parfois présentée comme un remède contre une série de problèmes sociaux tels que l'isolement ou la précarité. Cependant, si l'isolement affecte avant tout des personnes précaires, sans emploi ou en mauvaise santé, celles-ci ont parfois de la peine à transformer le voisinage en ressource. Le voisinage peine ainsi à offrir des solutions à ces problèmes qui ont des causes structurelles. La Fête des voisins apparait comme un rituel qui, durant une période définie, permet un relâchement des normes qui prévalent au quotidien. Cela permet de comprendre pourquoi, malgré le succès de la Fête et le nombre croissant de participants, celle-ci ne semble pas avoir transformé les relations de voisinage.